# Institut supérieur ouvrier
L’Institut supérieur ouvrier (ISO) est un institut d'études et de recherches créé en 1931 par la Confédération générale du travail,.

## Histoire
La création de l'institut a été décidé lors du congrès confédéral de la CGT des 15 au 18 septembre 1931 à la suite du rapport présenté par Ludovic Zoretti, professeur de mécanique à l’Université de Caen. Léon Jouhaux est également à l'initiative de l'ISO. le but de donner aux militants un « haut 
enseignement syndicaliste ». L'Institut ouvre à l'automne 1932 dans les locaux de la CGT. L'objectif était de permettre à des ouvriers de compléter leur éducation scolaire en général abandonnée à l'âge de 13 ans.
Le caractère ambitieux de l'enseignement amène la CGT à créer, à côté de l'ISO, des Collèges du travail pour un enseignement moyen. Enfin, c'est en 1933 que la CGT met en place le Centre confédéral d'éducation ouvrière (CCEO) pour coordonner l'activité de l'ISO et des Collèges du travail. 
L'ISO et le CCEO sont dirigés par Georges Lefranc. Sa femme Émilie Lamare y assure notamment le cours de français ainsi qu'une initiation à la culture.

## Sources